# Pseudodontodynerus
Pseudodontodynerus (лат.) — род одиночных ос (Eumeninae).

## Описание
От близких родов ос отличается следующими признаками: клипеус с двумя латеральными килями; киль между усиками присутствует и продолжается на наличнике; тергит II со срединным продольным килем. Тегулы мелкие, почти вдвое меньше чем скутеллюм. Метанотум двузубчатый. Тегулы сужаются кзади, достигая заднего конца паратегул. Пронотум шире длины в дорсальном виде; тергит I длиннее ширины в дорсальном виде; задний конец тергита II с неглубокой впадиной. Тергит I более чем в 0,5 раза шире тергита II в дорсальном виде. Средние голени с одной шпорой. Переднее крыло с первой и второй возвратными жилками, исходящими в субмаргинальной ячейке II.

## Классификация
В мировой фауне известно 8 видов. Юго-Восточная Азия, Палеарктика, Афротропика.
- Pseudodontodynerus brittoni Giordani Soika, 1957
- Pseudodontodynerus dunbrodyensis (Cameron, 1905)
- Pseudodontodynerus gambiensis (Meade-Waldo, 1915)
- Pseudodontodynerus karaikkalensis (Giordani Soika, 1981)
- Pseudodontodynerus novissimus Giordani Soika, 1982
- Pseudodontodynerus peculiariventris Giordani Soika, 1952
- Pseudodontodynerus pretiosus (Dusmet, 1928)
- Pseudodontodynerus schwarzi Gusenleitner, 2009